# تحليل العمارة ولغة التصميم
لغة التحليل والتصميم المعماري( أي أي دي ال)هي لغة وصف معمارية موحدة من قبل اس أي إي. تم تطوير أي أي دي ال لأول مرة في مجال إلكترونيات الطيران،وكان يُعرف سابقًا باسم لغة وصف هندسة إلكترونيات الطيران.
تم اشتقاق لغة التحليل والتصميم المعماري من ميتا، وهي لغة وصف معمارية تم إنشاؤها بواسطة مركز التكنولوجيا المتقدمة في هانيويل.يستخدم أي أي دي ال لنمذجة بنية البرامج والأجهزة لنظام الوقت الحقيقي المضمن.نظرًا لتأكيده على المجال المضمن، يحتوي أي أي دي ال على بنيات لنمذجة كل من مكونات البرامج والأجهزة(مع مكونات الأجهزة المسماة «مكونات النظام الأساسي للتنفيذ» داخل المعيار).يمكن بعد ذلك استخدام نموذج البنية هذا إما كتوثيق للتصميم، للتحليلات(مثل الجدولة والتحكم في التدفق) أو لتوليد الكود(لجزء البرنامج).مثل يو ام ال .

## نظام أي أي دي ال البيئي
يتم تعريف أي أي دي ال من خلال لغة أساسية تحدد تدوينًا واحدًا لكل من جوانب النظام والبرامج.وجود نموذج واحد يسهل أدوات التحليل من خلال وجود تمثيل واحد فقط للنظام.تحدد اللغة الخصائص الخاصة بالنظام باستخدام الخصائص.
يمكن تمديد اللغة بالطرق التالية:
- الخصائص المعرفة من قبل المستخدم: يمكن للمستخدم توسيع مجموعة الخصائص القابلة للتطبيق وإضافة خصائصه الخاصة لتحديد متطلباته الخاصة
- ملاحق اللغة : يتم تحسين اللغة الأساسية من خلال لغات الملحق التي تثري وصف العمارة. في الوقت الحالي، تم تحديد المرفقات التالية.
  - ملحق السلوك: إضافة سلوك المكونات مع أجهزة الحالة
  - ملحق نموذج الخطأ: يحدد اهتمامات الخطأ والانتشار
  - ملحق أي ار أي ان سي 653: يحدد أنماط النمذجة لنمذجة نظام إلكترونيات الطيران
  - ملحق نموذج البيانات: يصف نمذجة قيود البيانات المحددة باستخدام أي أي دي ال

## ادوات أي أي دي ال
يتم دعم أي أي دي ال بواسطة مجموعة واسعة من الأدوات:
- أو اس أي تي إي الذي يتضمن نظامًا أساسيًا للنمذجة وعارض رسومي ولغات استعلام قيد
- الأكرينا، سلسلة أدوات أي أي دي ال لتوليد كود من النماذج
- سلسلة أدوات تي أي اس تي إي المدعومة من وكالة الفضاء الأوروبية

يمكن العثور على قائمة كاملة بمجموعة الأدوات على موقع وبكي العام لـ أي أي دي ال.

## مشاريع ذات صلة
تم استخدام أي أي دي ال في المشاريع البحثية التالية:
- أي في اس أي / اس أي في أي: مبادرة تستفيد من أي أي دي ال (من بين لغات أخرى) لأداء التكامل الافتراضي لأنظمة الطيران والدفاع
- ام إي تي أي : مشروع دي أي ار بي أي لتحسين أساليب هندسة البرمجيات
- بي أي ار اس إي سي: مبادرة فرنسية للتحقق من صحة وتنفيذ أنظمة إلكترونيات الطيران من نماذج معمارية
- تي أي اس تي إي : منصة لتصميم أنظمة السلامة الحرجة من النماذج

يمكن العثور على قائمة كاملة بالمشاريع / المبادرات السابقة والحالية على ويكي أي أي دي ال العام

## روابط خارجية
- AADL.info
- موقع wiki العام لـ AADL
- أدوات AADL
- AADL في Axlog
- AADL في Ecole Nationale Supérieure des Télécommunities de Paris (ENST) نسخة محفوظة 27 نوفمبر 2006 على موقع واي باك مشين.
- تحليل أداء AADL مع Cheddar، Univ. من بريست (الجدولة في الوقت الحقيقي وتحليل نظام الانتظار) نسخة محفوظة 28 فبراير 2011 على موقع واي باك مشين.
- دعم المشروع الصناعي باستخدام Stood for AADL
- AADL عمليًا، كتاب مخصص لاستخدام اللغات وأدوات النمذجة ذات الصلة